# Ален Смаилагић
Ален Смаилагић (Београд, 18. август 2000) српски је кошаркаш. Игра на позицији штопера и бека, а тренутно наступа за КК Жалгирис из Каунаса.

## Каријера

### Клупска
Смаилагић је поникао у млађим категоријама клуба Беко из Котежа. Тамо се задржао пуних шест сезона — од 2012. до 2018. године. Смаилагић је у сезони 2017/18. наступао и за сениорски тим Бека. Клуб је тада био трећелигаш, а Ален је просечно по утакмици бележио 15,9 поена, 5 скокова и 2,1 блокаду.
На драфту НБА развојне лиге 2018. године Смајлагића су изабрали Саут Беј лејкерси као четвртог пика, али су га одмах трејдовали у Санта Круз вориорсе. Он је тако постао најмлађи играч у дотадашњој историји НБА развојне лиге.
На НБА драфту 2019. одабран је као 39. пик од стране Њу Орлеанс пеликанса, али је одмах трејдом послат у Голден Стејт вориорсе. Дана 11. јула 2019. званично је потписао уговор са Голден Стејт вориорсима. Сезону 2019/20. почео је наступајући за Голден Стејтов развојни тим, Санта Круз вориорсе. Деби у НБА лиги је имао 27. децембра 2019, у победи Голден Стејта над Финиксом 105:96. Провео је на терену пет минута и за то време је постигао четири поена. Смаилагић је у две сезоне одиграо 29 утакмица за Голден Стејт и остварио је просечан учинак од три поена и један и по скок за 7,7 минута на терену. Почетком августа 2021. отпуштен је од стране Голден Стејта.
Дана 6. августа 2021. потписао је трогодишњи уговор са Партизаном.

### Репрезентативна
За сениорску репрезентацију Србије дебитовао је у квалификацијама за Светско првенство 2023.

## Успеси

### Клупски
- Партизан:
  - Јадранска лига (1): 2022/23.
- Жалгирис:
  - Првенство Литваније (1): 2024/25.
  - Куп краља Миндовга (1): 2025.